# Estauroteca

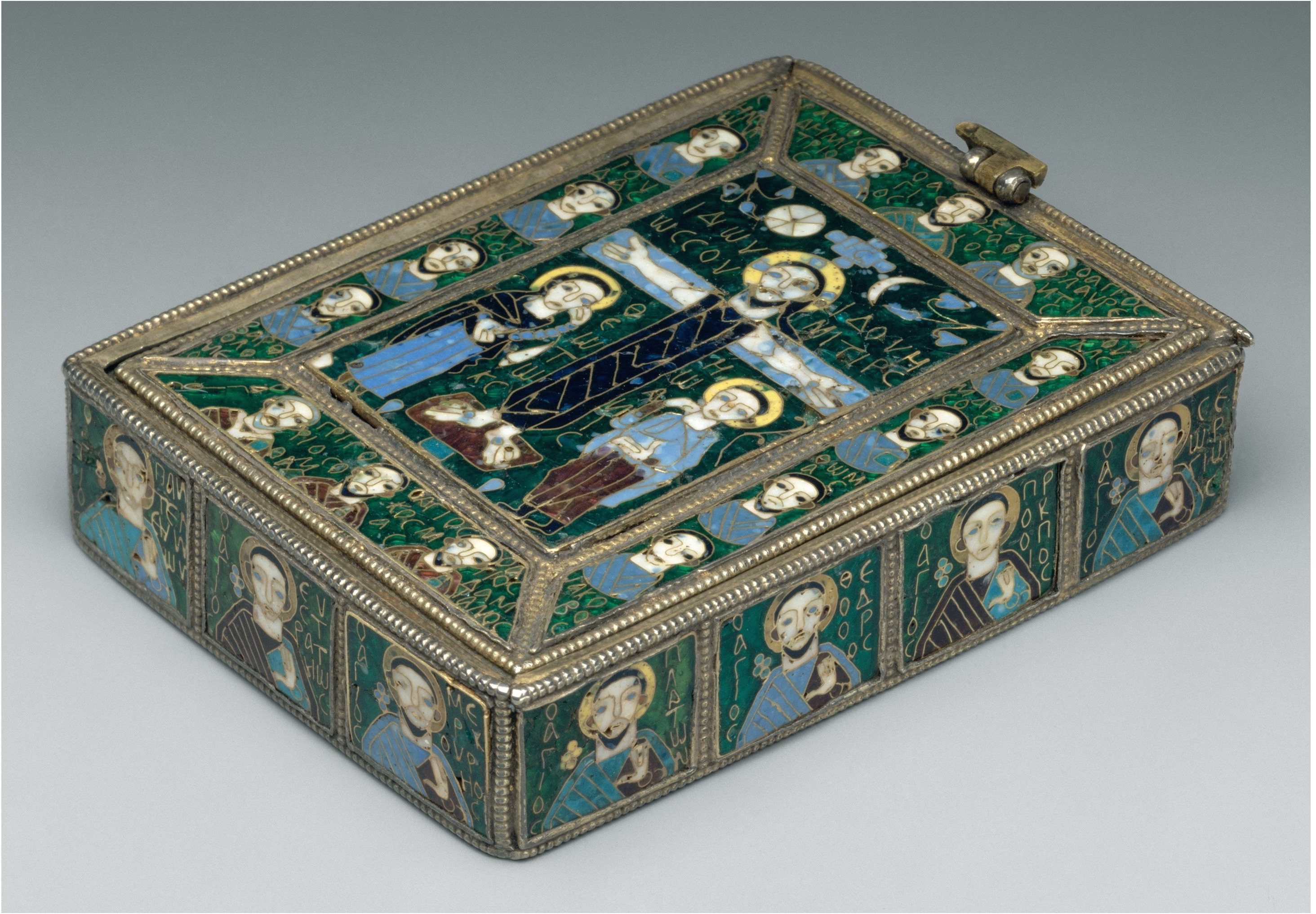
Estauroteca bizantina de principios del IX IX siglo, conocido como Fieschi Morgan, Museo Metropolitan de Arte.

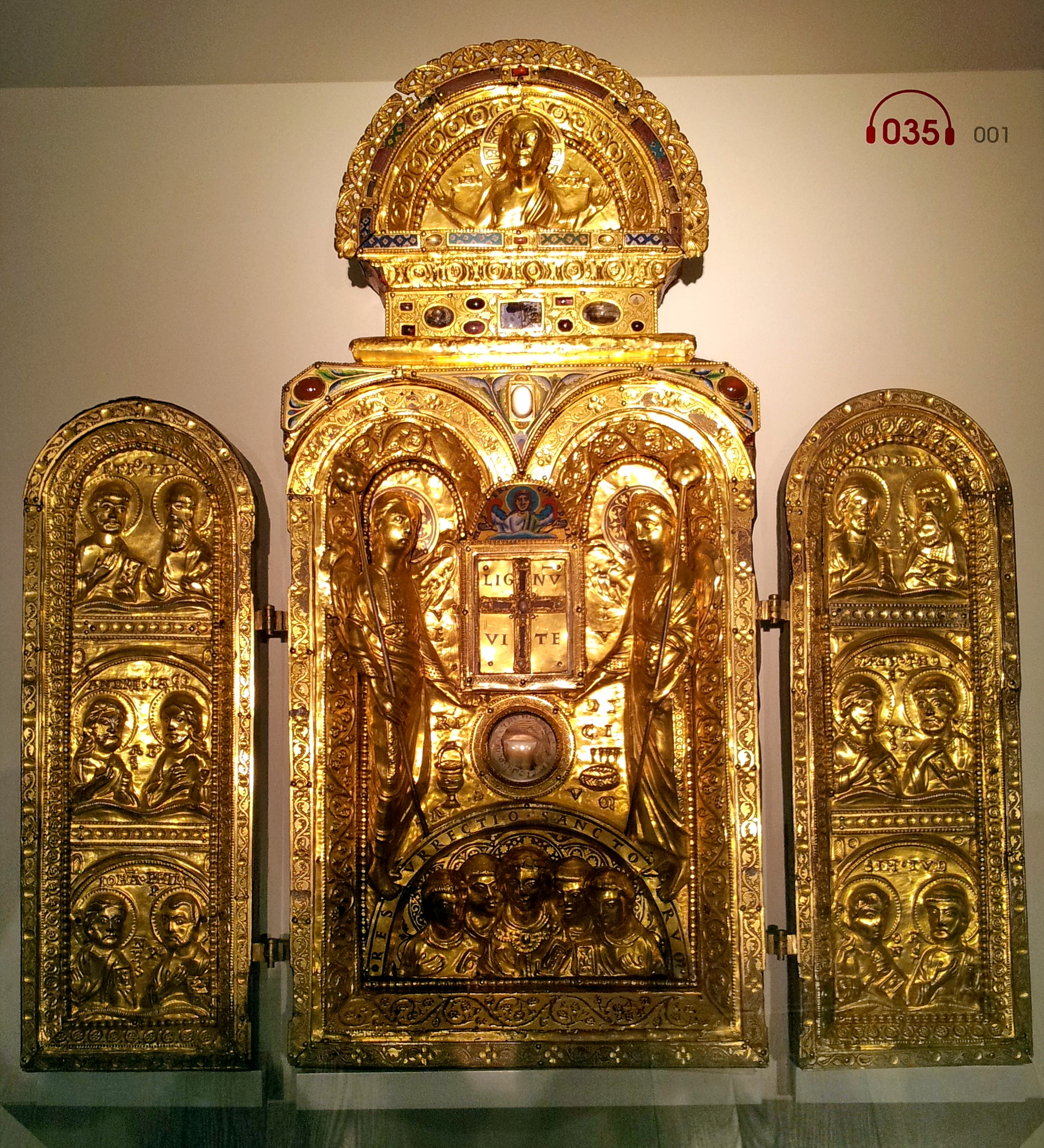
Tríptico de la Santa Cruz, Grand Curtius.

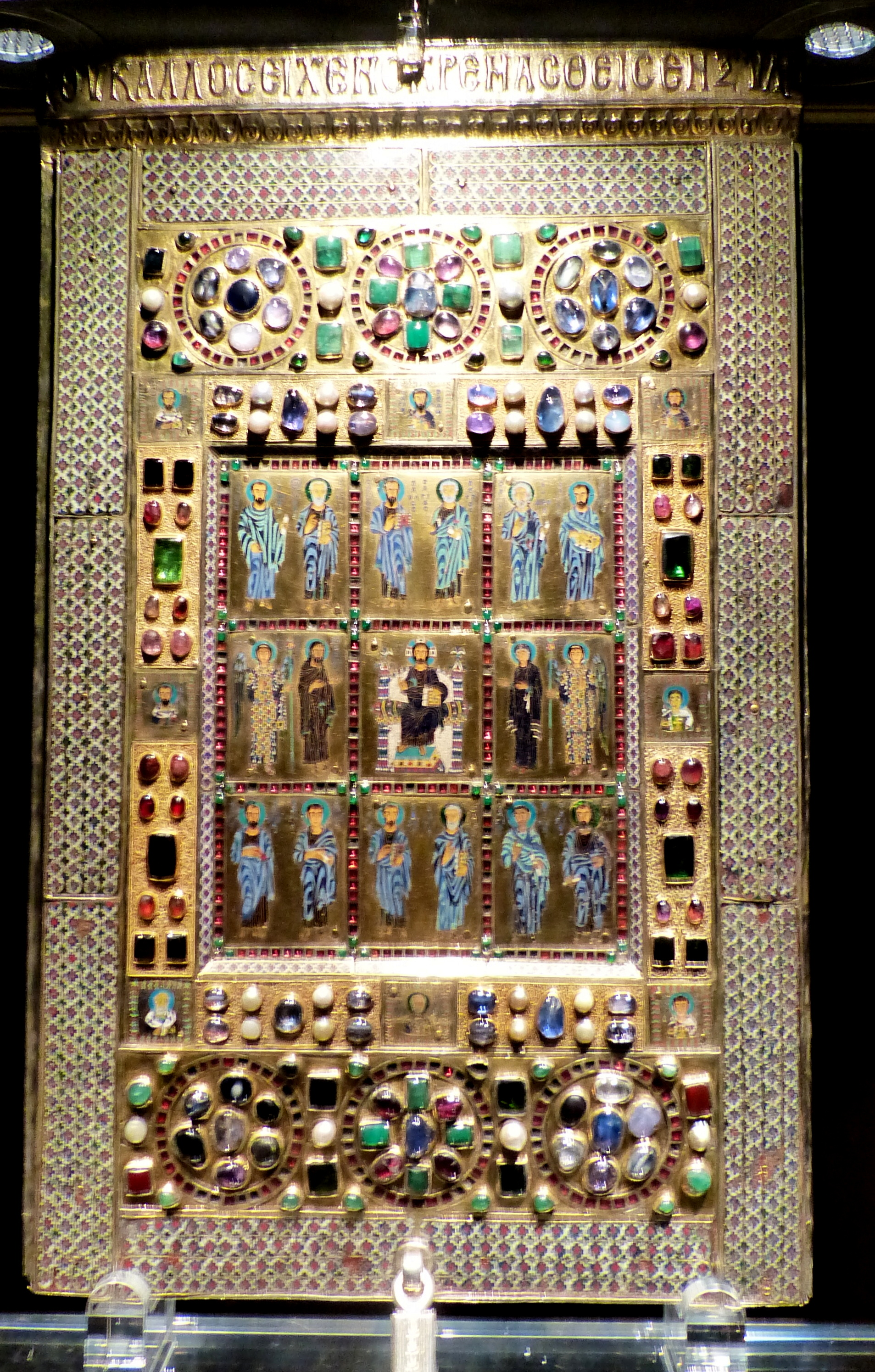
Estauroteca de Limbourg-sur-la-Lahn. Museo Diocesano Limburgo del Lahn.

Una estauroteca (del griego antiguo σταυρός, stauroso, «cree», y θήκη, theke, «contenedor») o relicario del lignum crucis, es un cofre relicario diseñado para contener un pedazo de la Vera Cruz sobre la que Jesús de Nazaret fue crucificado durante el episodio de la pasión.

## Génesis
La Vera Cruz, también conocida como la Santa Cruz, es la cruz sobre la que fue crucificado Jesucristo. Según la tradición cristiana, fue Santa Helena, la madre del emperador Constantino I, quien descubrió la Cruz de Jesús así como las de los dos ladrones, durante una peregrinación a Palestina realizada en el año 326. Se convirtió a partir del IV IV siglo una de las principales reliquias del cristianismo, objeto de particular veneración. Los relicarios que llevan el nombre de estauroteca están hechos especialmente para albergar estos fragmentos de madera sagrada.
Las estaurotecas bizantinas se utilizaban con bastante frecuencia, porque contienen una virtud apotropaica. Las estaurotecas occidentales, objetos de veneración que deben ser visibles para el mayor número posible de personas, son, en cambio, mucho mayores. La estructura del tríptico aparece simultáneamente en la de los trípticos de marfil de la época bizantina. En comparación con las estaurotecas de Mosa, los relicarios bizantinos de la Vera Cruz siguen siendo receptáculos de dimensiones modestas.
El emperador latino de Constantinopla Baudouin II de Courtenay vendió a Louis IX, el futuro san Louis, algunas de sus reliquias más preciadas, entre ellas la cruz, la corona de espinas y la piedra del Santo Sepulcro. Llegaron a París en 1241. El prestigio de estas reliquias reflexiona sobre el reino de Francia. Recibieron un escenario excepcional cuando san Luis hizo construir en París la Sainte-Chapelle, diseñada como capilla de su palacio y como relicario monumental de casi tres metros de altura.

## Estaurotecas notables

### Estauroteca de Fieschi Morgan[3]
El relicario está decorado con esmaltes cloisonnados, plata, vermeil, oro, niello, es de tamaño modesto, y mide solo 2,7 × 10,3 × 7,1 en el exterior. Data de principios del siglo IX, y es probablemente de origen bizantino. La tapa, que se desliza, está decorada con una escena de la crucifixión y bustos de santos. El interior de la tapa tiene cuatro episodios de la vida de Cristo: anunciación, nacimiento, crucifixión y bajada en el Limbo. En el interior del relicario hay cinco compartimentos de reliquias dispuestos en forma de cruz. En la portada, se muestra a Cristo, rodeado por la Virgen María y San Juan, vivo, vestido con una larga túnica oscura habitual en las representaciones orientales de esta escena. Santos o apóstoles, todos identificados, rodean la escena central y decoran los laterales. El papa Inocencio IV (1243-1254) fue, según el aviso del Museo Metropolitan de Arte, uno de los propietarios de este relicario.

### Tríptico de la Santa Cruz, Lieja[4]
El emperador Henri II del Santo Imperio Romano-germánico habría ofrecido en el año 1006 a la colegiata de la Santa Cruz de Lieja, las reliquias de la Vera Cruz recibidas del rey de Francia Robert II conocido como el Pietós. El tríptico es de roble cubierto de cobre dorado, relieve, esmaltado y cincelado, producto de la orfebrería mosana del XII. siglo atribuido a Godefroid de Huy. Tiene cuatro fragmentos dispuestos en una pequeña cruz de oro bordeada con un granate y punteada de perlas, ocupando el centro una piedra fina. Hasta 1996, antes de ser restaurado, el relicario del tesoro era visible en el tesoro de la catedral. Actualmente se exhibe en el Grand Curtius de Lieja. Según Philippe Verdier, «los relicarios de la Vera Cruz tienen casi siempre la forma de un tríptico. Quedan un cierto número de estaurotecas bizantinas que, a partir del siglo XX, presentan la forma de un tríptico y donde se utilizan metales preciosos, piedras finas, perlas y esmaltes. Esta estructura tríptica aparece simultáneamente en la de los trípticos de marfil del Renacimiento bizantino».

### Estauroteca de Limburgo del Lahn
Esta estauroteca lleva al reverso una inscripción dedicada al nombre de Constantino VII y de su hijo Romano II. Hecho con oro, plata dorada, esmalte cloisonné sobre oro, perlas y piedras preciosas, se hizo a mediados del X X. siglo (entre 945 y 959) y el relicario con compartimentos, en nombre del proedre Basilio «el Parakoimomene», bastardo del emperador bizantino Romano I Lecapene, fue ejecutado a finales del siglo XX (entre 968 y 985 ). Se hizo en los talleres imperiales de Constantinopla. Fragmentos de la reliquia están incrustados en forma de cruz en el entorno de orfebrería. Varios cubículos con inscripciones en griego contienen otros objetos sagrados como fragmentos de la túnica, el sudario, la corona de espinas e incluso clavos.

## Otras estaurotecas
| Descripción | Ubicación                                              | Imagen |
| --- | ------------------------------------------------------ | ------ |
| Estauroteca cruciforme, en oro, plata, esmalte, vidrio y madera. Está fechado a finales del siglo XI. Origen Constantinopla. Es una pequeña cruz pectoral (encolpion). | Museo Diocesano de Génova                              | </img> |
| Caja de Ivan Khvorostinin | Museo del Kremlin                                      | </img> |
| Relicario con espacios para las reliquias de la verdadera cruz y el pilar de la flagelación, y cinco viales para las reliquias de San Mateo y Blai y Santa Caterina. Cobre dorado sobre madera, piedras preciosas, cabochones de cristal, siglo XIV. | Tesoro de la Basílica de San Servicio, Maastricht.     | </img> |
| Relicario que aloja un pedazo de la Vera Cruz | Iglesia Nuestra Señora de la Asunción (Metz)           | </img> |
| Pintura del relicario de la Vera Cruz y cubierta corredera. Relicario de Bizancio, siglo XI para la pintura. La placa interior, bordeada por un fino friso de palmetas estilizadas, en plata dorada en relieve y grabado, es bizantina. A ambos lados del cubículo del centro en forma de cruz latina destacan la Virgen y San Juan. El marco y la cubierta son obra de un orfebre del valle del Mosa, hacia 1160-1170. Longitud 30 cm. Plata dorada, esmalts champlevé sobre cobre dorado, barniz marrón. | Museo del Louvre (París)                               | </img> |
| Relicario de la Vera Cruz (verso 1320-1340) conocido como Jaucourt. Ángeles del alma de madera, plata, cabeza de cobre, oro, esmalte champlevé, orfebrería. | Museo del Louvre (París)                               |        |
| Relicario de la Santa Cruz de Poitiers. Solo queda la parte central. Las persianas, decoradas cada una con tres bustos de santos esmaltados en su interior, desaparecieron durante la Revolución. La parte central sólo mide 5,7 cm x 6 cm. El receso para la reliquia dibuja una doble cruz. Las particiones de oro recorren el esmalte azul zafiro. La parte central estaba protegida por persianas decoradas en el exterior con una cruz central y provista en las esquinas de cavidades para las reliquias. | Abadía Sainte-Croix de Poitiers, Saint-Benoît (Vienne) | </img> |
| Tríptico de Stavelot. Proviene del monasterio de Stavelot (Bélgica). Madera, cobre y rojo, esmaltes, piedras semipreciosas. Es grande: cerrado, mide 47,9 cm x 32,1 cm x 7,9 cm. Está compuesto por tres trípticos; ambos pequeños del centro son bizantinos y datan de finales del siglo XI o principios del XII. El tríptico grande es Mosela y fecha de 1156-1158. | Biblioteca Pierpont Morgan                             | </img> |
| Estauroteca de Nicéforo II Focas (963-969). Marfil del arte de la dinastía macedonia de Bizancio conocido como Grupo de Nicéforo. El frontal lleva una cruz flanqueada por cuatro santos esculpidos en los pies (la Virgen, Juan Bautista, San Esteban (también conocido como "Esteve"), Juan Evangelista) y limitada en la parte superior e inferior por dos bandas esculpidas decoradas. con seis medallones que contienen a Cristo (Pantocrátor) flanqueado por los arcángeles Miquel y Gabriel, y Constantí flanqueado por Helena y Longí. El dorso lleva dos inscripciones, la primera ocupa el centro de la placa y está dibujada en forma de cruz, la segunda recorre toda la placa y está dañada en algunos lugares por los agujeros de fijación de los clavos. La altura de las letras es de 6 a 11 mm. | Iglesia de San Francesco, Cortona (Calabria, Italia).  | </img> |
| Cruz de Enrique el León, hacia 1180 | Museo de la Catedral de Hildesheim, Alemania.          | </img> |